# Metalopha ingloria
Metalopha ingloria là một loài bướm đêm trong họ Noctuidae.